# Schulau (Wedel)

Karte von Schulau

Schulau ist ein Ortsteil der Stadt Wedel im Kreis Pinneberg in Schleswig-Holstein.

## Geografie
Schulau liegt an der Unterelbe.
Im Norden durchquert die Wedeler Au das Schulauer Gebiet.

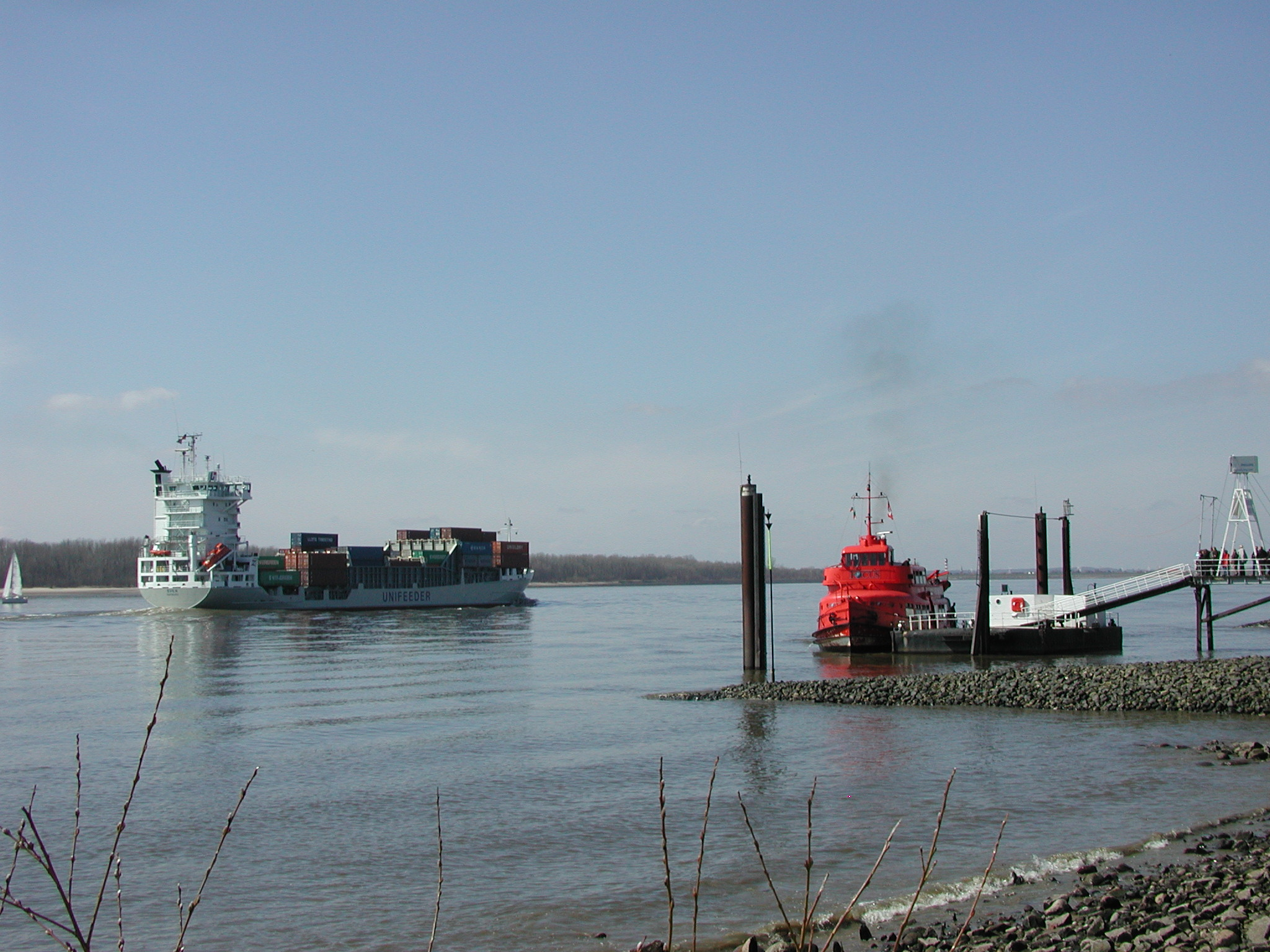
Alter Anleger (1999)

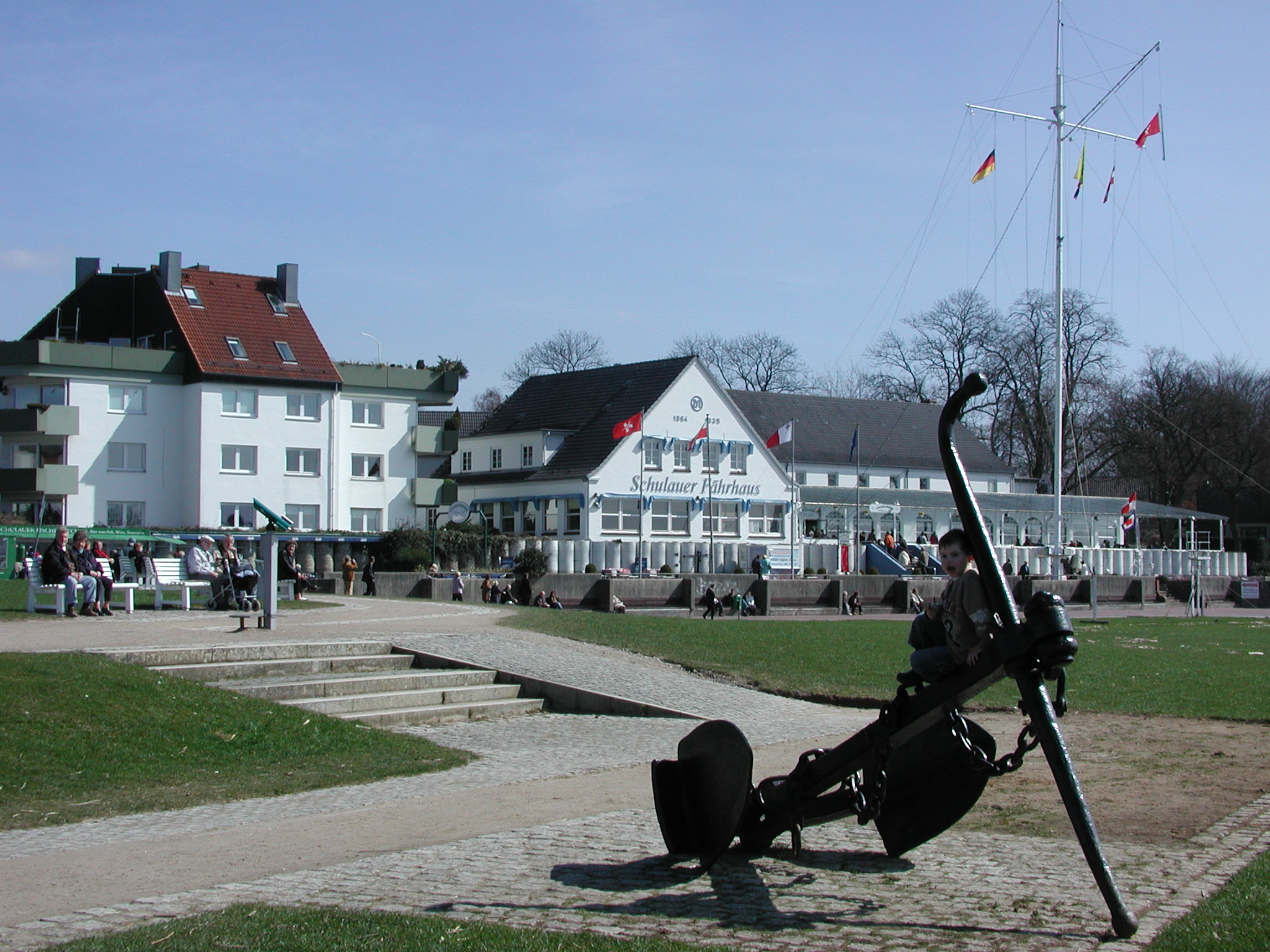
Schulauer Fährhaus

## Geschichte
Schulau gehörte zur schauenburgischen Herrschaft Pinneberg und wurde erstmals 1419, im Zusammenhang mit dem Hafen, in der Hanse erwähnt.
Der Name Schulau setzt sich zusammen aus dem niederdeutschen „schulen“ (hochdeutsch Schutz suchen) und der „Au“.
Schiffe konnten im Liethgraben Schutz suchen. Erst 1898/99 wurde der Schulauer Hafen angelegt.
1855 hatte Schulau 204 Einwohner, von denen die meisten wegen der Lage direkt an der Elbe als Schiffszimmerer und Schiffer tätig waren.
1892 wurde die Dorfschaft Spitzerdorf in die Gemeinde Schulau integriert.
Durch die Ansiedlung von Industriebetrieben und dem daraus resultierenden Zuzug von Arbeitskräften stieg die Einwohnerzahl um 1900 auf circa 2400 an. 1928 ging am Schulauer Elbufer das Heizkraftwerk Wedel in Betrieb, das einer der Energieversorger der benachbarten Großstadt Altona/Elbe war und sich nach dem Zweiten Weltkrieg im Besitz der HEW sowie bis 2019 von Vattenfall befand, ehe es von Wärme Hamburg übernommen wurde.
Von 1891 bis 1932 produzierte in Schulau eine Zuckerfabrik, die von 1901 bis 1931 über eine eigene Zahnradbahn-Anbindung ans Elbufer verfügte.
Bis 1909 war Schulau ein eigenständiges Dorf und wurde dann nach Wedel eingemeindet.

## Verkehr
Der Linienbusverkehr in Wedel wird von den Verkehrsunternehmen VHH sowie der Kreisverkehrsgesellschaft in Pinneberg mbH KViP innerhalb des Hamburger Verkehrsverbundes (HVV) betrieben. Die Busse der Linien 189 (von Blankenese und Rissen) und 594 (von Norderstedt Mitte, Quickborn, Pinneberg und Holm) sowie der Nachtbuslinien 601 und 621 fahren Haltestellen in Schulau an.
Die Lühe-Schulau-Fähre (LSF) bedient den Anleger Willkomm-Höft am Schulauer Fährhaus. Ihre Gründung diente seinerzeit dem Ochsentransport von Wedel aus nach Lühe, Stade und Cranz.
Mit dem Katamaran Liinsand wurde ab August 2019 bis 2023 eine Fährverbindung zwischen Hamburg (Anleger am Fischmarkt), Schulau und Stadersand angeboten.

## Sehenswürdigkeiten

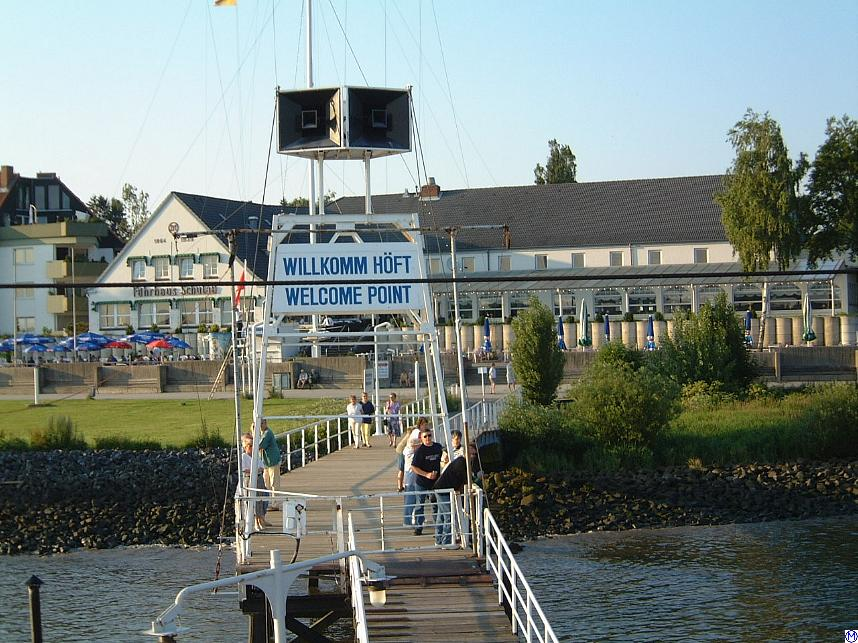
Schiffsbegrüßungsanlage Willkomm-Höft (2005)

Mit der Schiffsbegrüßungsanlage Willkomm-Höft werden Schiffe, die den Hamburger Hafen anlaufen, begrüßt und auf ihrem Rückweg verabschiedet. Die Anlage wird aus dem Schulauer Fährhaus, in dem sich auch ein Restaurant befindet, gesteuert. Bis 2011 befand sich darin auch ein Buddelschiff-Museum.

## Persönlichkeiten
- Elke Wulk-Voltmer (1914–2006), Porträtmalerin in Sierksdorf und Lübeck